# Biserica romano-catolică din Cristeștii Ciceului
Biserica romano-catolică din Cristeștii Ciceului, cu hramul Sfântul Rege Ștefan, este un monument istoric aflat pe teritoriul satului Cristeștii Ciceului, comuna Uriu.

## Localitatea
Cristeștii Ciceului, mai demult Ciceu-Cristur, (în maghiară Csicsókeresztúr, în trad. Cristuru Ciceului) este un sat în comuna Uriu din județul Bistrița-Năsăud, Transilvania, România. Satul este atestat documentar în anul 1333 sub numele Kersztúr.

## Istoric
Biserica a fost construită între secolele XIII- XIV și a fost supusă mai multor transformări în secolele XVI- XVIII.

## Imagini

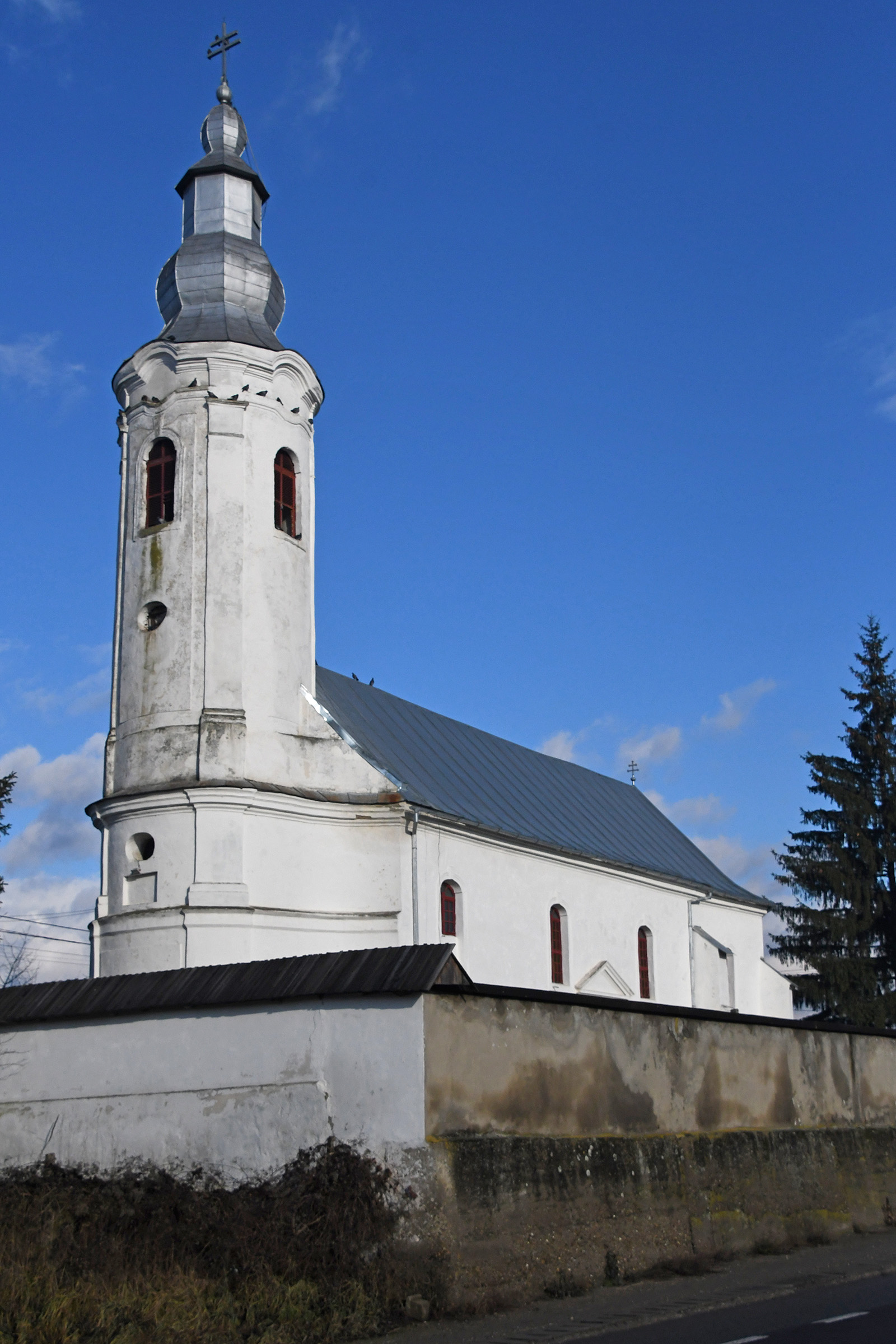
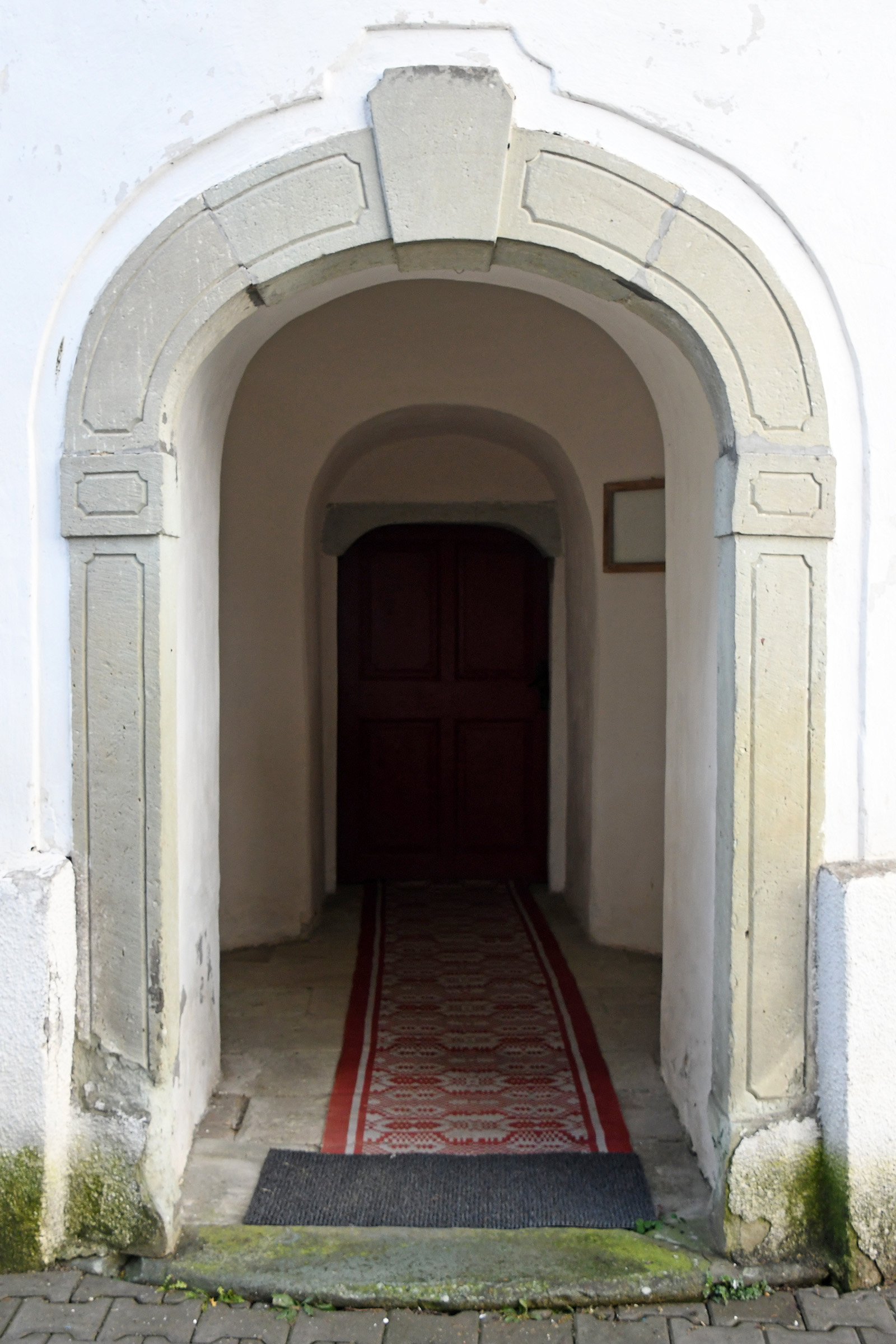
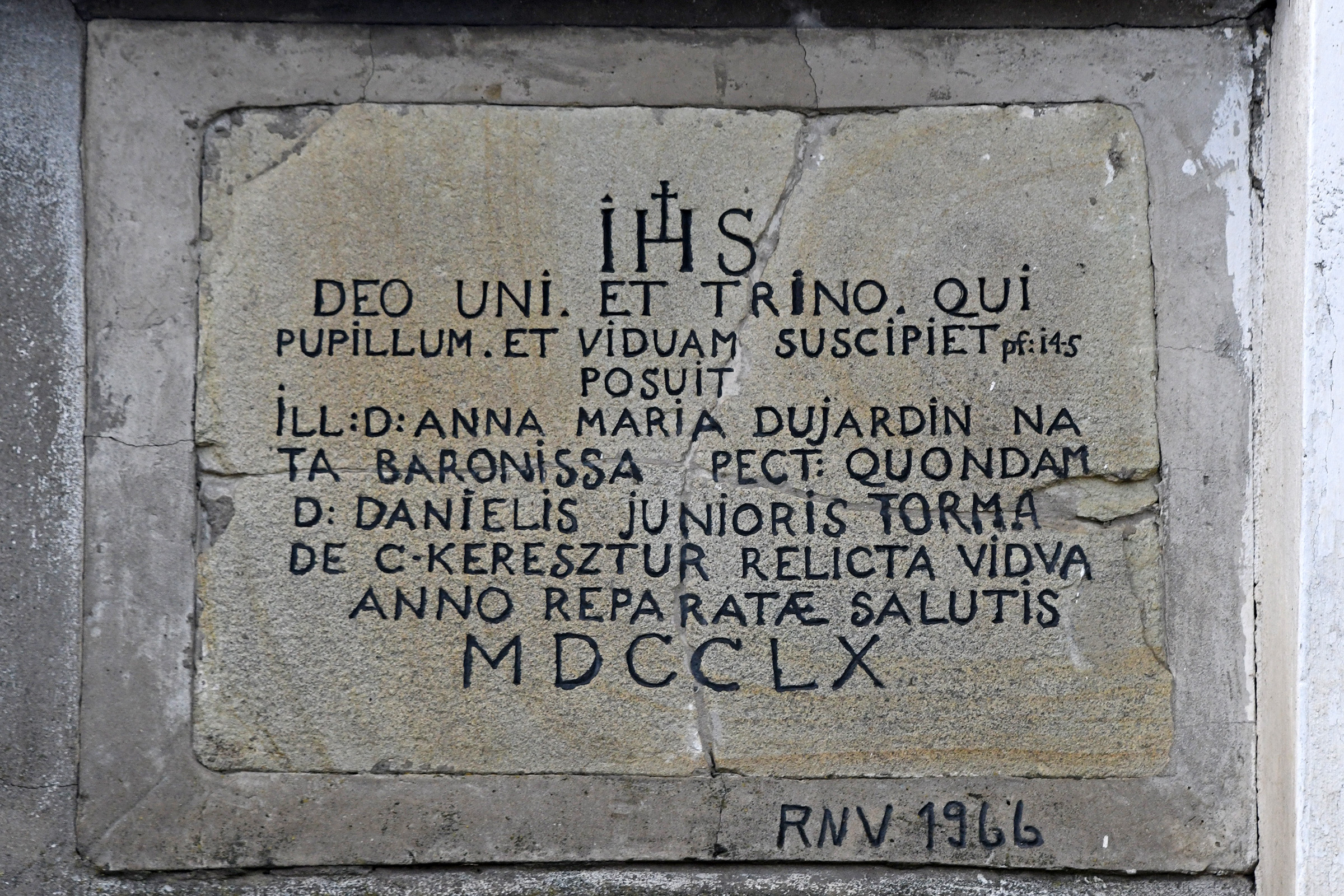
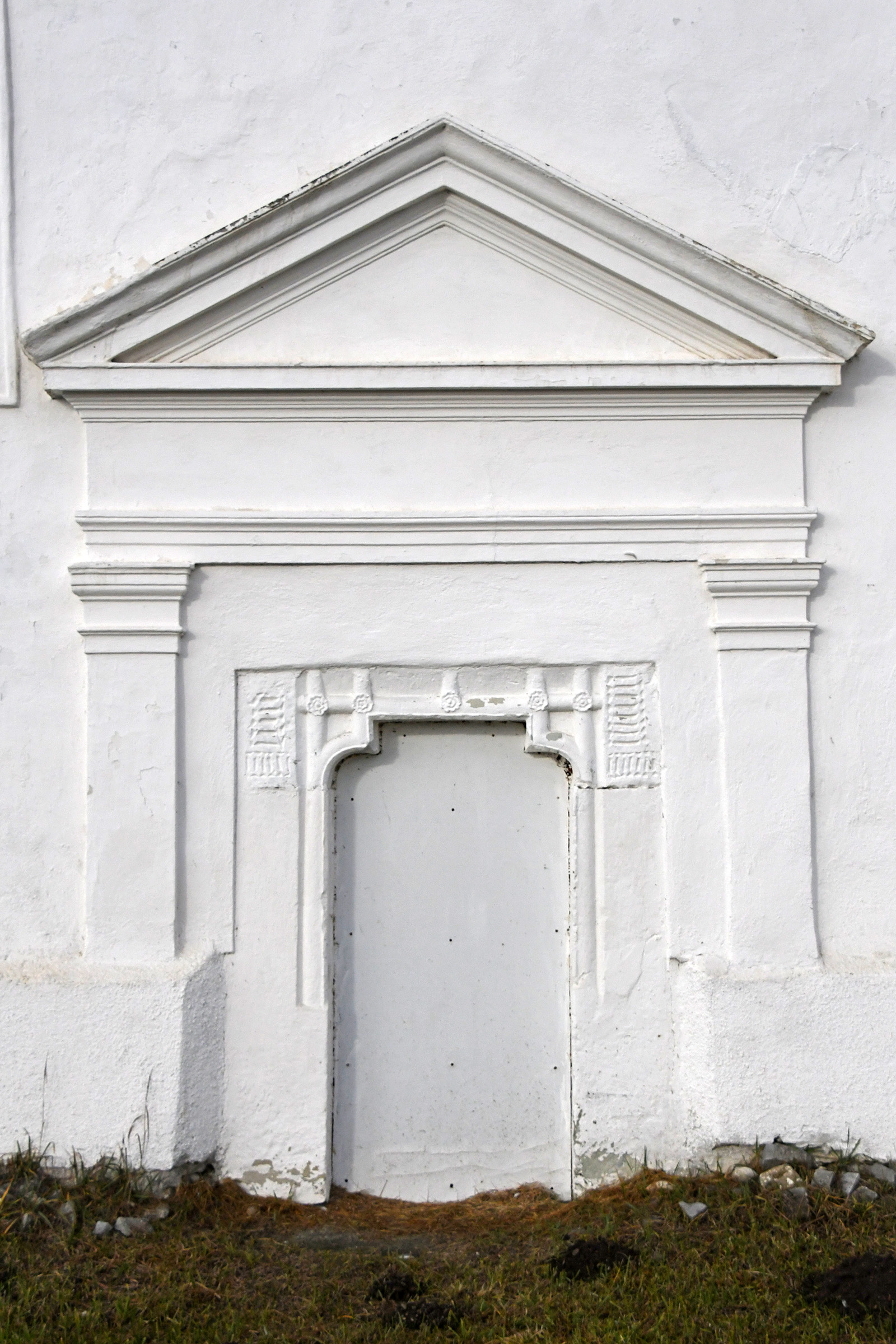
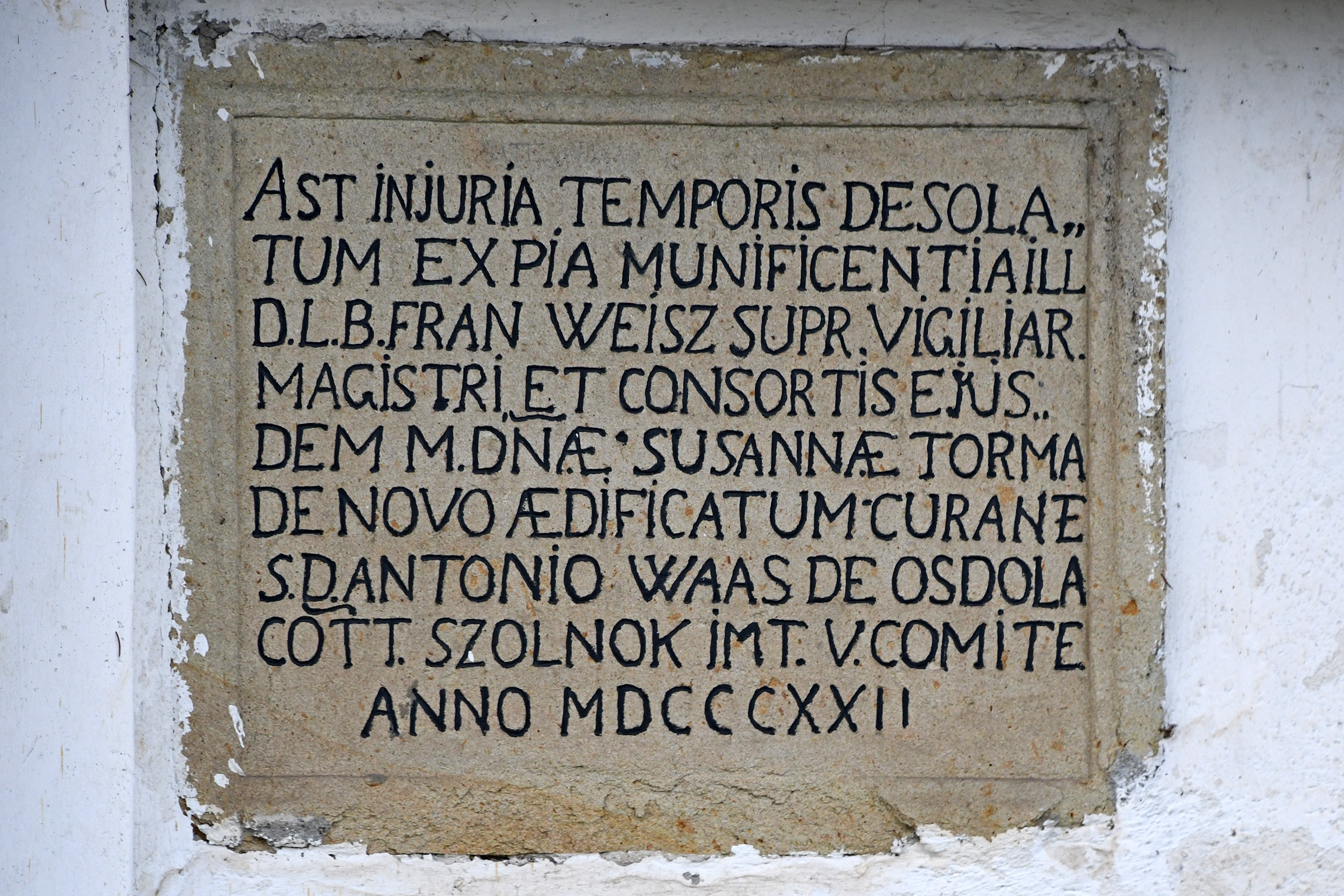
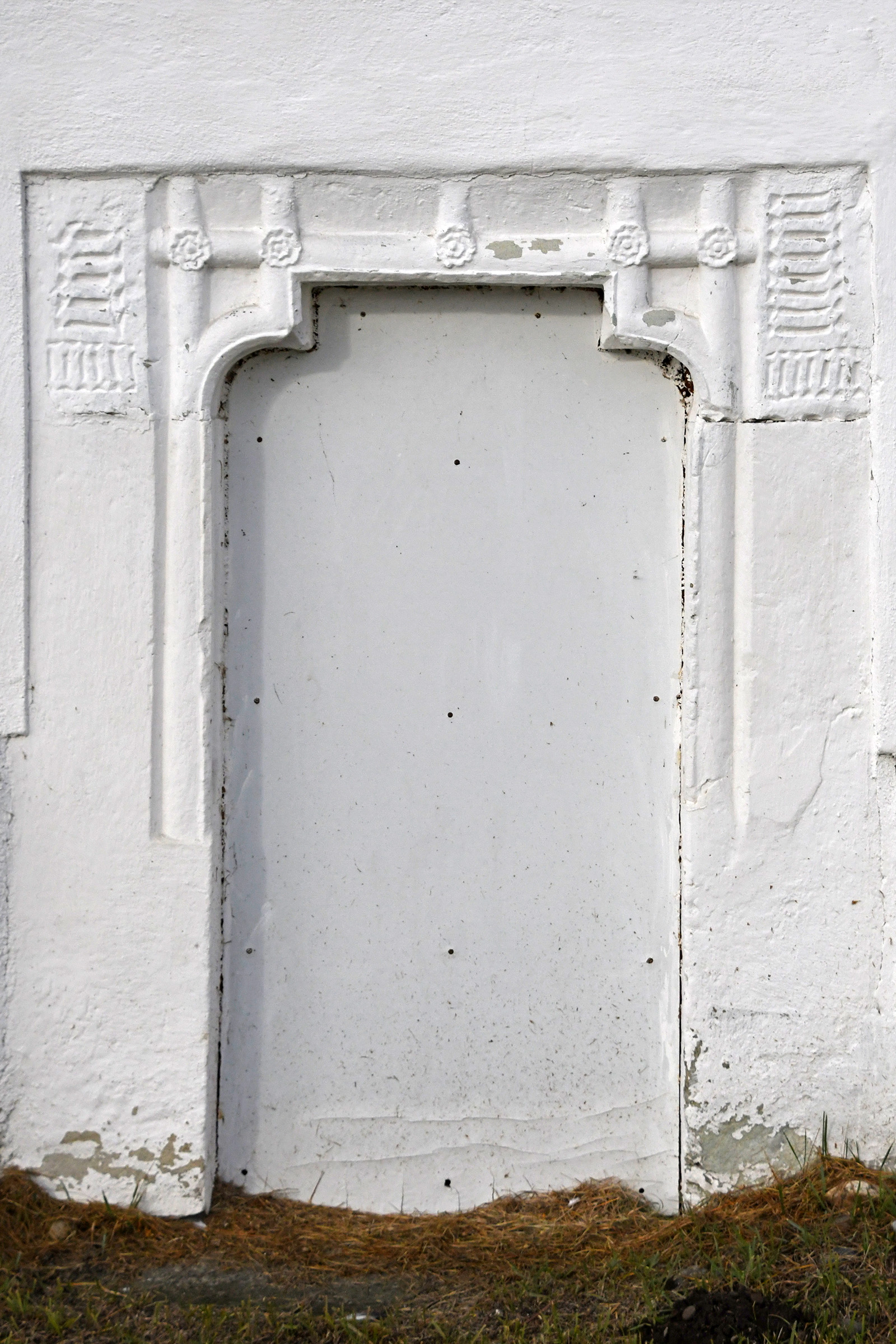
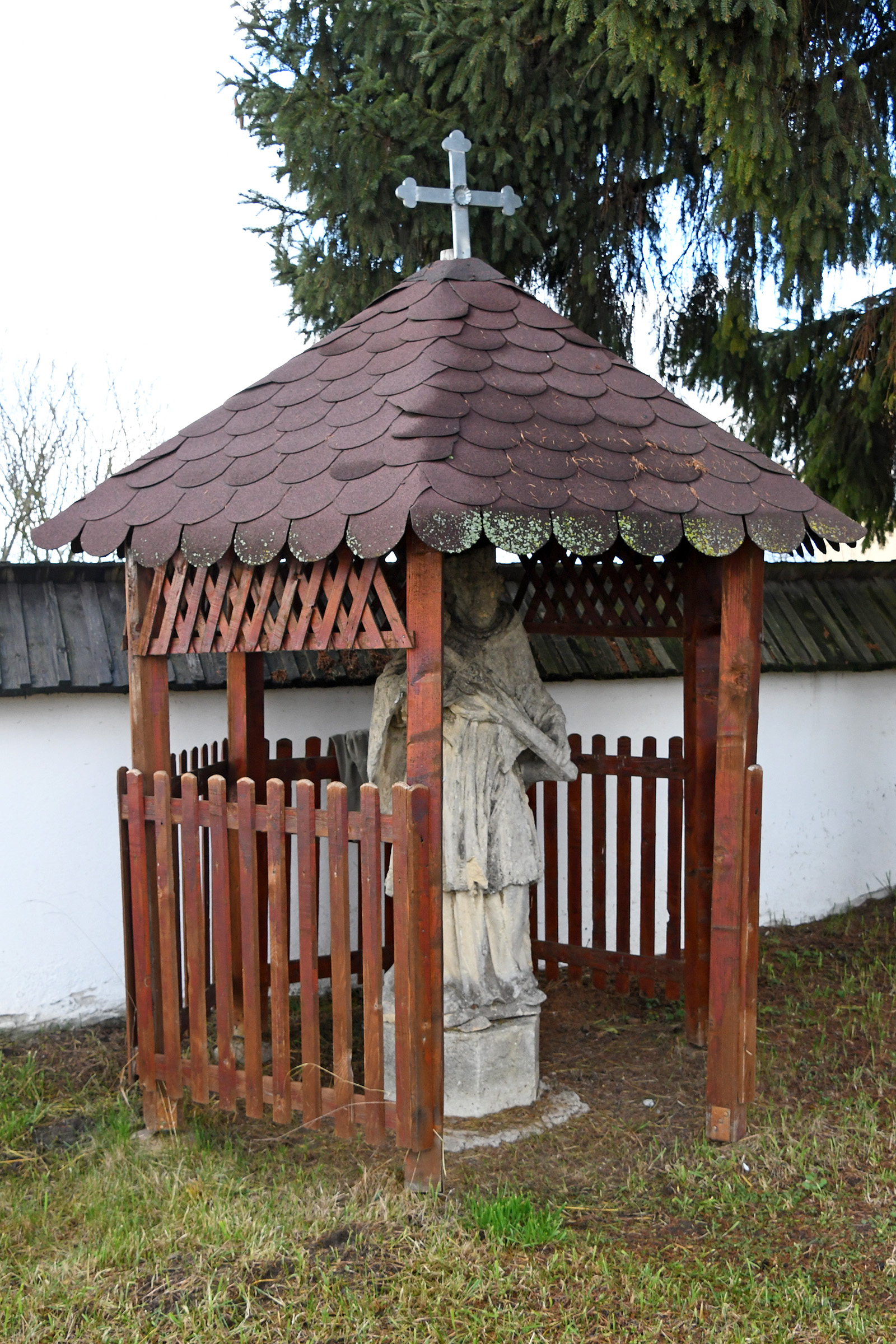
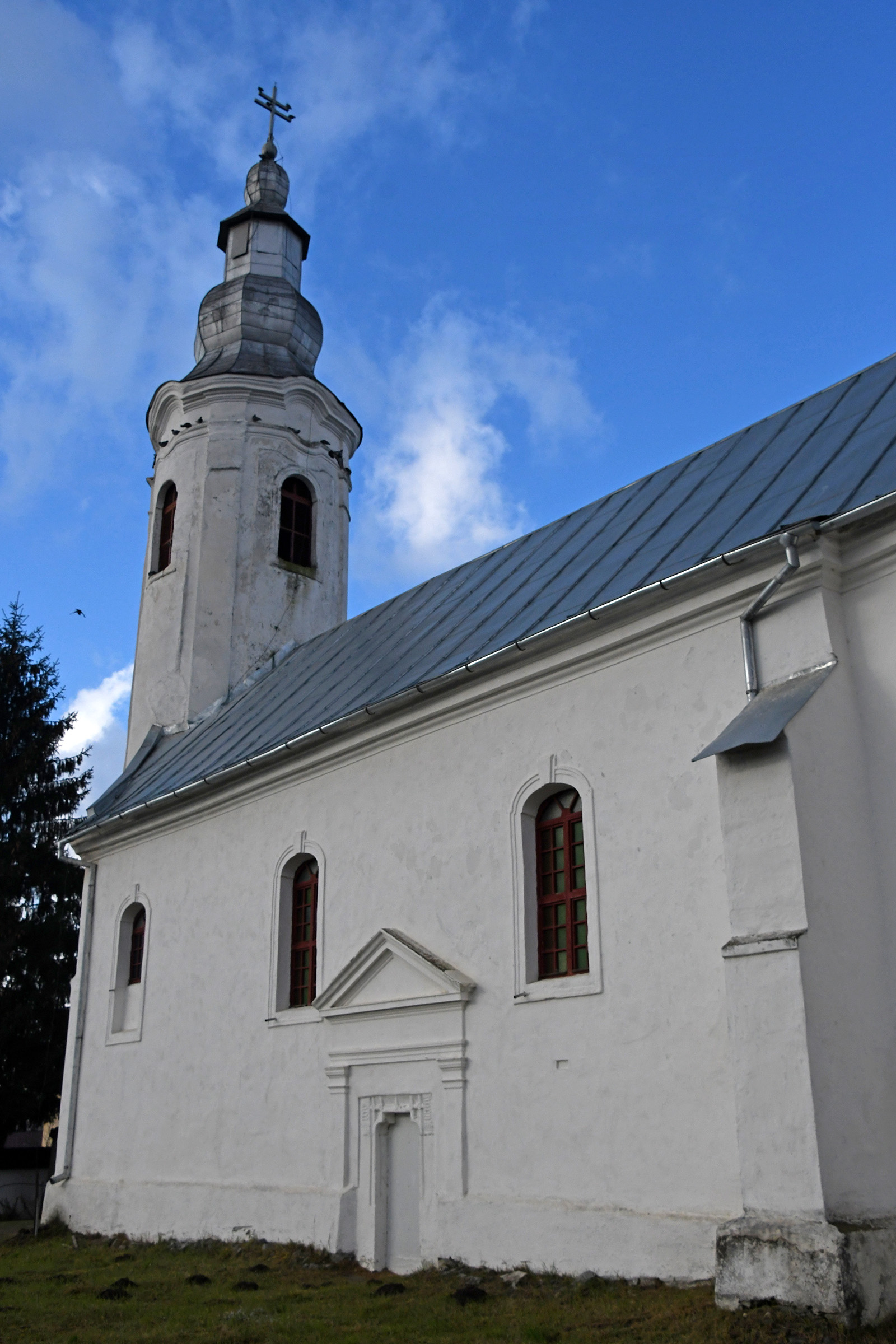
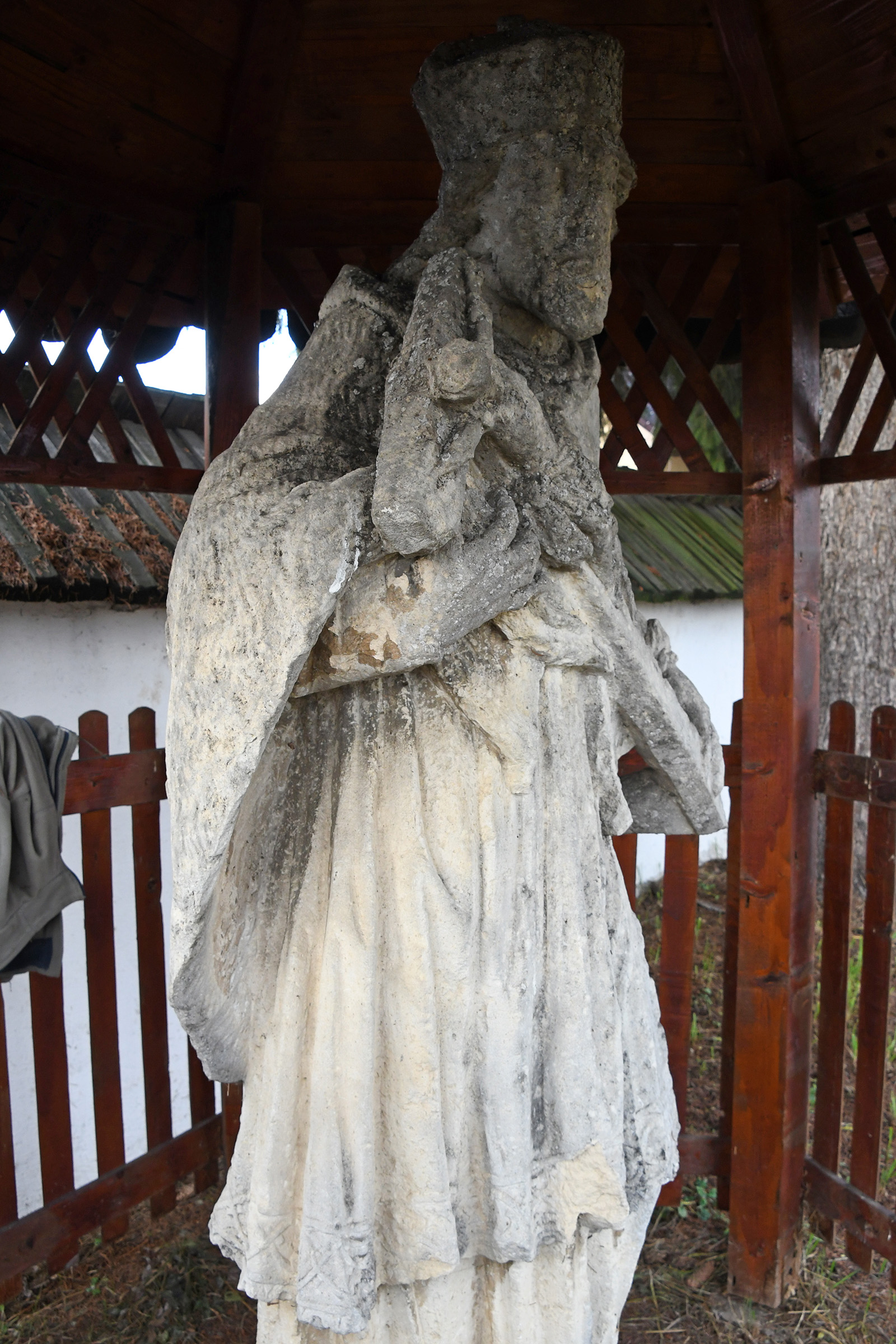
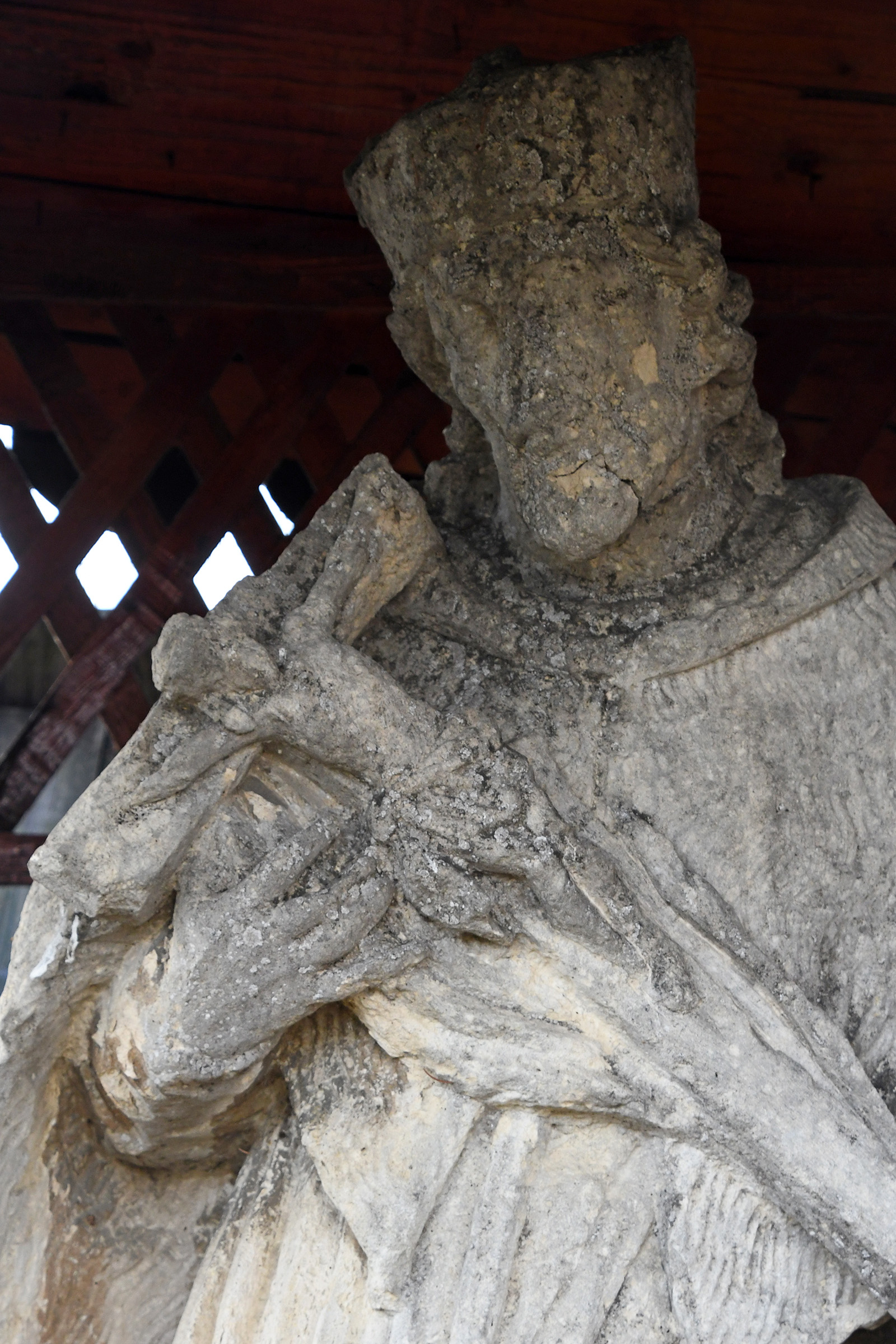
Sfântul Ioan Nepomuk
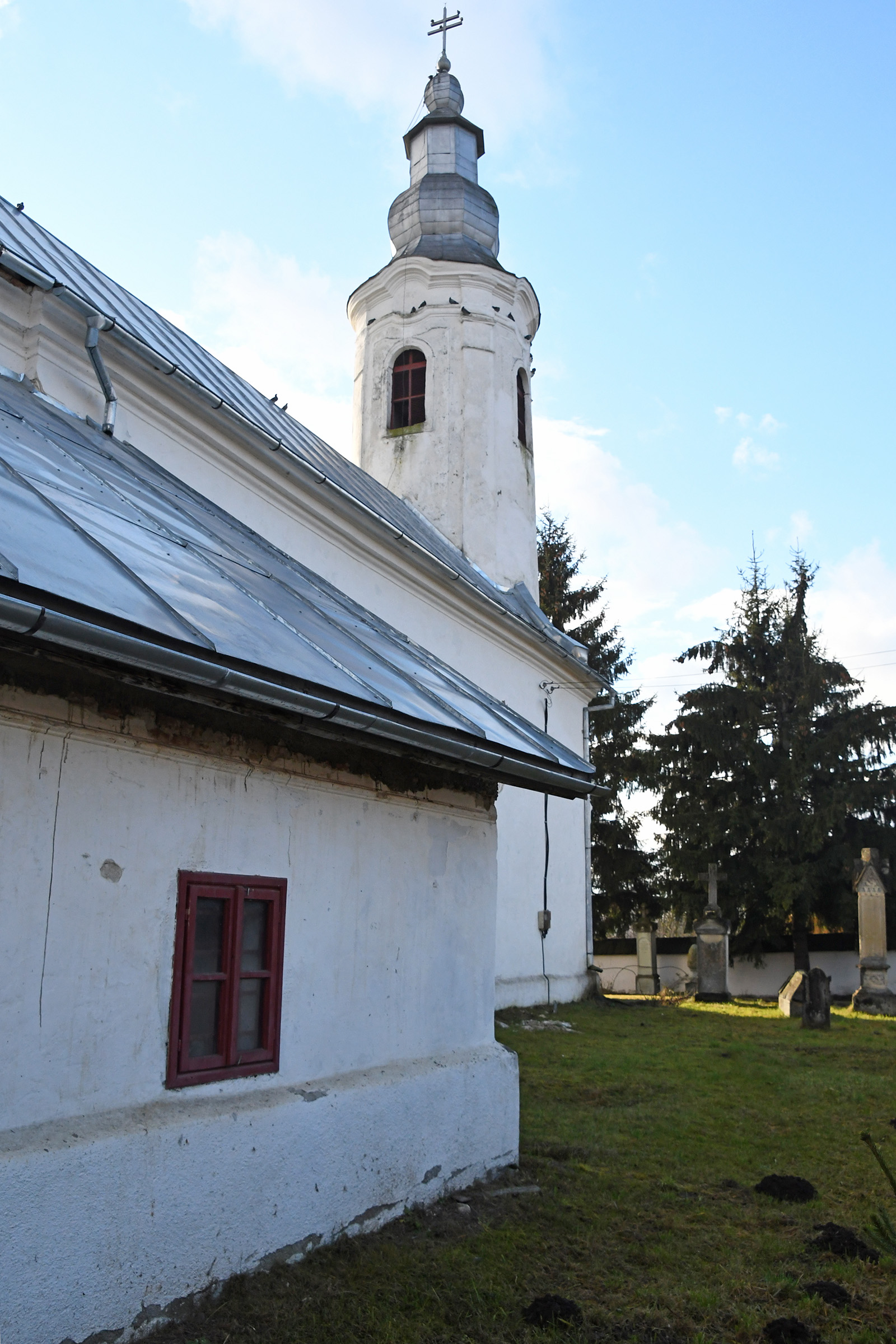
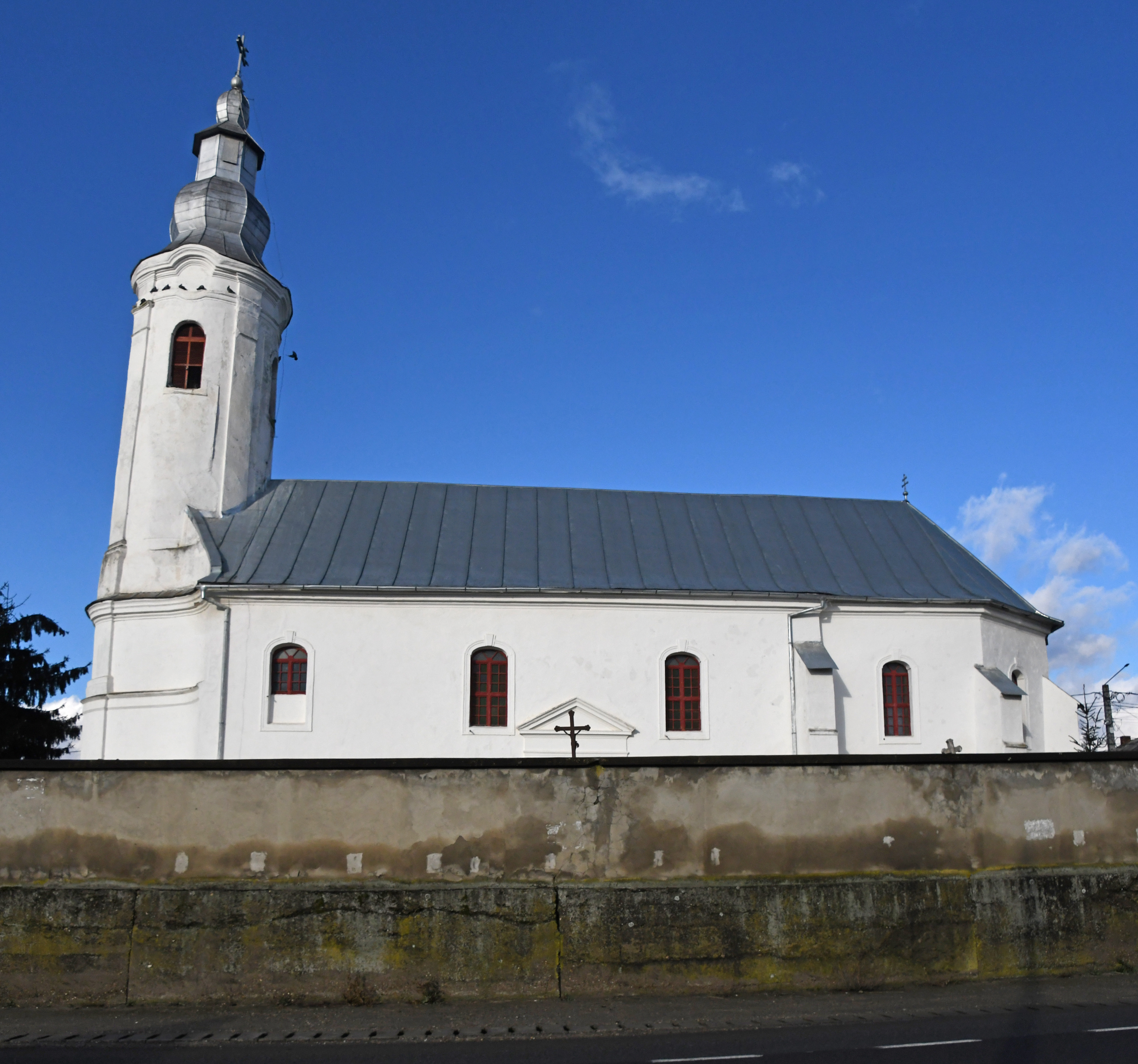